# Micky Finn (cầu thủ bóng đá)
Michael Gerard Finn (sinh ngày 1 tháng 5 năm 1954) là một cựu cầu thủ bóng đá người Anh thi đấu ở vị trí thủ môn.